# حوش القره مانلي

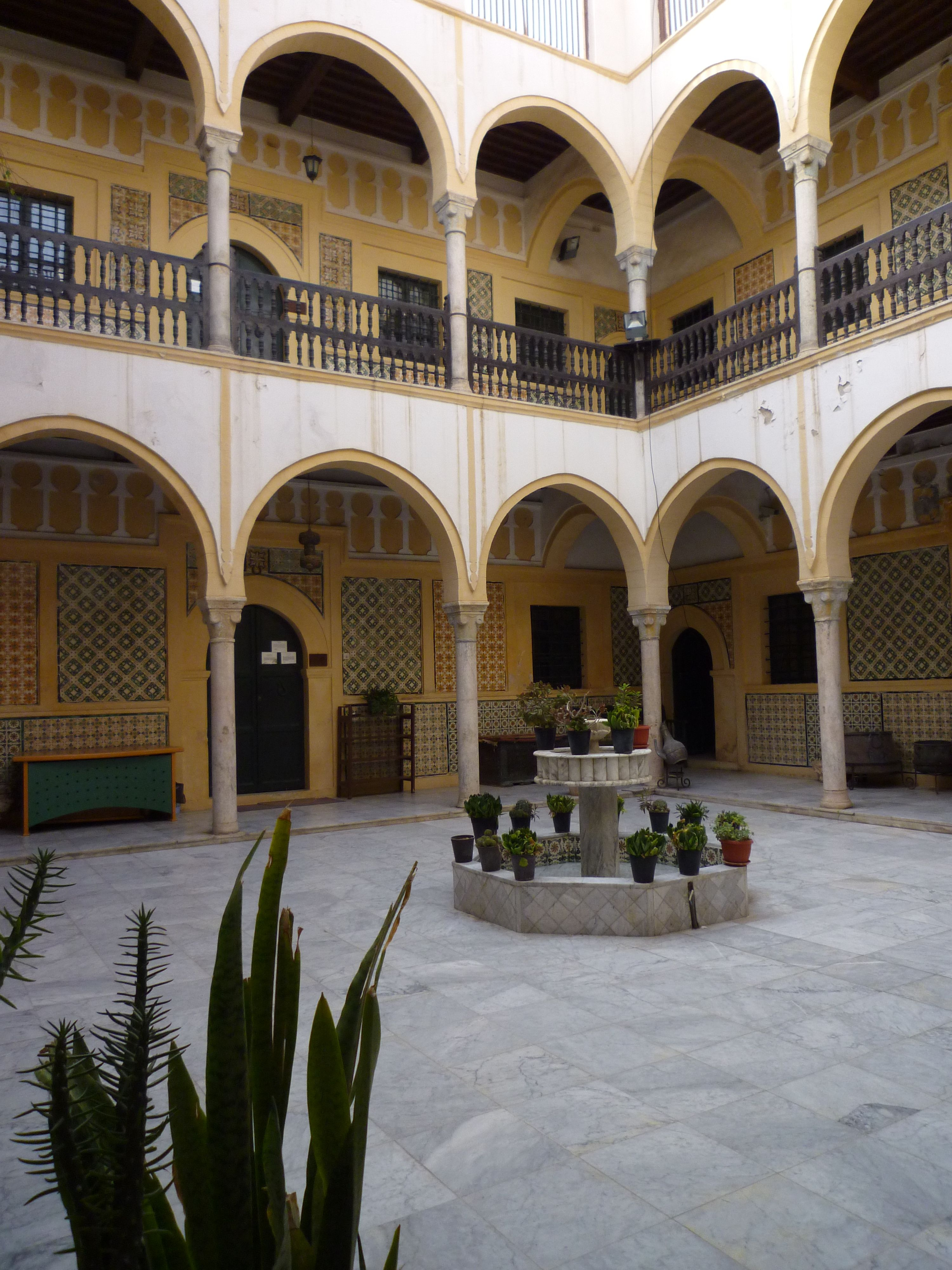
حوش القره مانلي من الداخل

حوش القره مانلي أو منزل القره مانلي هو منزل أقرب إلى قصر يؤرخ تاريخ انشائه إلى أوائل القرن التاسع عشر بناه يوسف القره مانلي.
وقد حكمت أسرة القره مانلي طرابلس (وعموم ليبيا) منذ النصف الثاني من القرن الثامن عشر حتى الثلث الأول من القرن التاسع عشر.
وبسقوط تلك الأسرة صار القصر بعد ذلك مقرا لقنصلية دوقية توسكانا العظمى.
الحوش حاليا هو مفتوح للزوار حيث يقدم عرضا لمحتوياته ولأسلوب الحياة الذي كان يتبعه قاطنيه السابقين.